# Anne Hampton Brewster
Anne Hampton Brewster (ur. 1818, zm. 1892) – poetka amerykańska.

## Życiorys
Anne Hampton Brewster urodziła się w 29 października 1818 Filadelfii jako córka Francisa Enocha Brewstera i Marii Hampton Brewster. Odebrała edukację domową. Krótko uczyła się w szkole Mary Huston w Filadelfii. Miała opinię ekscentryczki, ponieważ nie zamierzała wyjść za mąż i postanowiła sama się utrzymywać. W swoim dzienniku zapisała: I have mind enough & strength to take care of myself... I will never marry for mere convenience. W 1848 przeszła na katolicyzm. W 1868 wyjechała do Włoch i zamieszkała w Rzymie. Zmarła w Sienie 1 kwietnia 1892.
Swój księgozbiór liczący 3000 tomów przekazała Bibliotece w Filadelfii.

## Twórczość
Anne Hampton Brewster współpracowała z wieloma czasopismami, jak Atlantic Monthly, Blackwood's Edinburgh Magazine, The Cosmopolitan, Cummings Evening Bulletin, Daily Evening Bulletin, Daily Graphic, The Dollar Newspaper, Dwight's Journal of Music, Godey's Lady's Book, Graham's American Monthly Magazine, Harper's Magazine, Knickerbocker, Lippincott's Magazine, Neal's Saturday Gazette, Old and New, Peterson's Magazine i Sartain's Union Magazine. Pisała prozę i poezję.